# Nash Lowis
Nash Lowis (ur. 6 grudnia 1999) – australijski lekkoatleta specjalizujący się w rzucie oszczepem.
W 2018 roku został mistrzem świata juniorów, a rok później zwyciężył w mistrzostwach Oceanii. 
Rekord życiowy: 80,10 (2 czerwca 2019, Townsville). 

## Osiągnięcia
| Rok  | Impreza                | Miejsce    | Pozycja    | Wynik |
| ---- | ---------------------- | ---------- | ---------- | ----- |
| 2018 | Mistrzostwa świata U20 | Tampere    | 1. miejsce | 75,31 |
| 2019 | Mistrzostwa Oceanii    | Townsville | 1. miejsce | 79,10 |